# Бодрвил (Ер и Лоар)
Бодрвил (фр. Baudreville) насеље је и општина у централној Француској у региону Центар (регион), у департману Ер и Лоар која припада префектури Шартр.
По подацима из 2011. године у општини је живело 281 становника, а густина насељености је износила 21,57 становника/km². Општина се простире на површини од 13,03 km². Налази се на средњој надморској висини од 147 метара (максималној 151 m, а минималној 133 m).

## Демографија
| 1962. | 1968. | 1975. | 1982. | 1990. | 1999. | 2011. |
| ----- | ----- | ----- | ----- | ----- | ----- | ----- |
| 189   | 225   | 257   | 261   | 247   | 249   | 281   |

График промене броја становника у току последњих година